# Birrhard

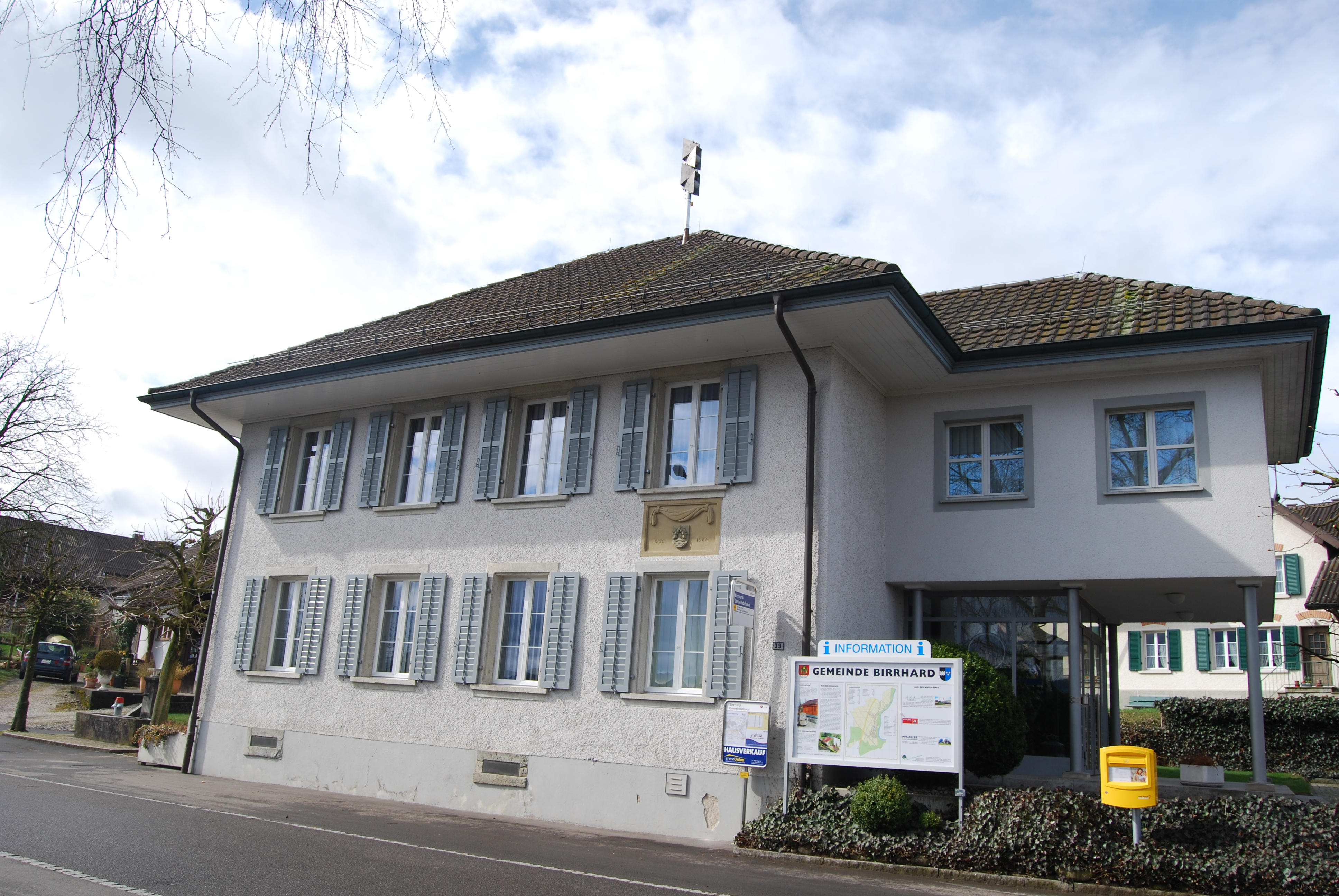
Birrhard

Birrhard is een gemeente en plaats in het Zwitserse kanton Aargau en maakt deel uit van het district Brugg.
Birrhard telt 664 inwoners.